# Nicola Acocella
Nicola Acocella (ur. 3 lipca 1939) – włoski ekonomista, emerytowany w 2014 roku profesor polityki gospodarczej

## Życiorys
W 1963 ukończył ekonomię na Uniwersytecie „Sapienza” w Rzymie. Po uzyskaniu tytułu profesora zwyczajnego (1980) zyskał reputację holistycznego wkładu w systematyzację i rozwój polityki gospodarczej. Wprowadził także niezwykłe innowacje w teorii polityki gospodarczej, a także w polityce monetarnej i fiskalnej oraz w teorii paktów społecznych.
Prof. Acocella pracował najpierw nad organizacją przemysłową i globalizacją.
Przyczynił się również do teorii paktów społecznych, ich substytucyjności z innymi instytucjami w celu zapewnienia stabilności monetarnej, ich wdrożenia, ze szczególnym odniesieniem do długoterminowej kwestii włoskiej o niskiej dynamice wydajności.
Badał także politykę monetarną i fiskalną, zarówno w kategoriach abstrakcyjnych (w szczególności dotyczących: warunków ich skuteczności, istnienia niepionowej krzywej Phillipsa o długim okresie, optymalnej stopy inflacji), jak i w odniesieniu do europejskiej architektury instytucjonalnej (optymalność skoordynowana akcja fiskalna i orientacja polityki pieniężnej).
Końcowa ścieżka analizy doprowadziła go do ustanowienia systematycznego podejścia do polityki gospodarczej jako dyscypliny do pewnego stopnia autonomicznej w stosunku do reszty nauk ekonomicznych, poprzez badanie różnych potrzeb uzdrowienia niedoskonałości rynku, jak również kierunków i projektu polityka publiczna.
Odwiedził m.in. Uniwersytet w Cambridge, Oxford, Toronto, Harvard, Reading, Stanford, a także Unię Europejską i ONZ.
Był:
- profesorem ekonomii na Uniwersytecie w Perugii
- profesorem organizacji przemysłowej i polityki gospodarczej na uniwersytecie w Kalabrii
- profesorem polityki gospodarczej na Uniwersytecie Sapienza w Rzymie.
- szefem Wydziału Ekonomii Uniwersytetu w Kalabrii
- kierownikiem programu studiów podyplomowych z ekonomii na Uniwersytecie Sapienza w Rzymie
- członkiem Komisji Badawczej Uniwersytetu Sapienza w Rzymie

## Członkostwo i stowarzyszenia
- Członek Komitetu Wykonawczego „Società Italiana degli Economisti” (pol. „Włoskie Stowarzyszenie Gospodarcze”) (2007–2010).
- Wiceprzewodniczący „Società Italiana degli Economisti” (pol. „Włoskie Stowarzyszenie Gospodarcze”) (2016–)
- Członek Komitetu ds. Pełnej profesury makroekonomii, Wirtschaftsuniversität, Wiedeń (2009).